# فصل رویش

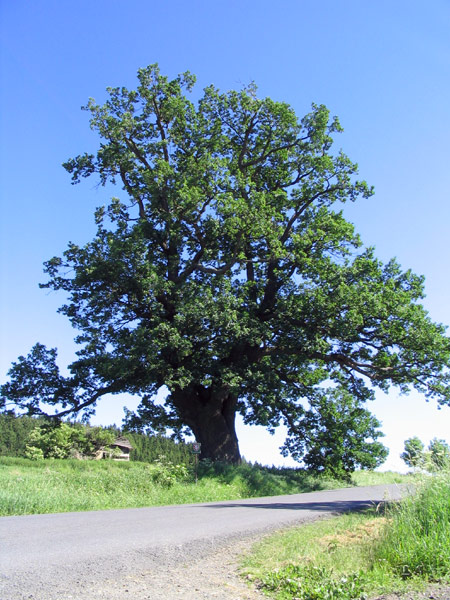
فصل رویش

در گیاه‌شناسی، مهندسی فضای سبز و کشاورزی، فصل رویش (به انگلیسی: Growing season) زمانی است که گیاهان زینتی و وحشی و غلات در آن می‌رویند. فصل رویش به عوامل بسیاری شامل ارتفاع از سطح دریا، نوع خاک و آب و هوا از جمله دما، تابش نور خورشید و میزان بارش باران بستگی دارد.
در ایالات متحده آمریکا منظور از فصل رویش، دوره‌ای میان ۲ هنگامی است که دما به صفر درجهٔ سیلیسیوس (سانتی گراد) می‌رسد. این زمان در مناطق شمالی هنگام ماه اکتبر و در نواحی جنوبی هنگام ماه‌های مارس تا نوامبر پدید می‌آید.
فصل رویش در اروپا شامل روزهایی از سال است که دما به طور میانگین ۵ درجهٔ سانتی گدار باشد. که بسته به مناطق گوناگون در سطح اروپا از ماه آوریل تا نوامبر و اکتبر متغیر است.
در صحراها و ساوانا فصل رویش به طور کامل به وجود آب کافی در خاک منطقه بستگی دارد.
در مناطق سردسیر فصل رویش به یخ نزدن ژرف ویژه‌ای از خاک و وجود آب مایع در آن ژرف بستگی دارد.